# الی مک‌دانلد
الی مک‌دانلد (انگلیسی: Allie MacDonald؛ زادهٔ ۱۷ سپتامبر ۱۹۸۸) یک هنرپیشه اهل کانادا است. وی از سال ۱۹۹۸ میلادی تاکنون مشغول فعالیت بوده‌است. از فیلم های او میتوان به چه می شود/اگر ، داستان‌هایی که می‌گوییم ، خانه‌ای در پایان جاده و زیر دریاچه نقره‌ای اشاره کرد.